# SMS Kaiser Wilhelm II
Pour les autres navires du même nom, voir SMS Kaiser.
Le SMS Kaiser Wilhelm II est le deuxième bateau de la classe Kaiser Friedrich III du type pré-Dreadnought, appartenant à la marine impériale allemande. Il a été lancé le 14 septembre 1897. Ce fut le navire amiral de la Hochseeflotte, jusqu'en 1906. Il a été rayé des listes de la marine, le 17 mars 1921.

## Histoire
Il était dans la réserve lors de la déclaration de guerre en 1914, il servit avec ses autres navires de la même classe dans la Ve escadre comme défense côtière, de nouveau sorti de l'active il fut converti en quartier général flottant du commandant de la flotte de haute mer à Wilhelmshaven. Par suite du Traité de Versailles qui réduisait la force navale allemande, il fut retiré du service le 17 mars 1921 et envoyé à la casse.
Une pièce est conservée au musée de Militärhistorisches Museum der Bundeswehr de Dresde.